# Antonio Rosmini
Antonio Rosmini-Serbati (Rovereto, 24 de marzo de 1797 - Stresa, 1 de julio de 1855) fue un sacerdote, conde, pensador y filósofo italiano, fundador de la congregación clerical Instituto de la Caridad. Fueron condenados algunos de sus escritos y se sometió a la decisión de la Santa Sede con respecto a sus obras.

## Vida
Realizó estudios de derecho y teológicos en la Universidad de estudios de Padua donde recibió la ordenación sacerdotal en el año 1821.
Siempre mostró especial inclinación hacia los estudios filosóficos y fue envalentonado por el papa Pío VII para que se dedicase a esta disciplina y después por el papa Pío VIII para que se perfeccionara como escritor. Desde el año 1826 se transfirió a Milán donde estableció una amistad profunda con Alessandro Manzoni, quien afirmó de su amigo: «Es una de las seis o siete inteligencias que más honran a la humanidad». Sus escritos causaron la admiración también de autores como Niccolò Tommaseo y Vincenzo Gioberti.
En el año 1828 fundó en Domodossola la congregación religiosa del Instituto de la Caridad, llamada comúnmente de los «rosminianos». Las constituciones de la nueva familia religiosa, contenidas en un libro que elaboró durante toda su vida, fueron aprobadas por el papa Gregorio XVI en el año 1839.
Sus primeras dos publicaciones Máximas de perfección cristiana y Nuevo ensayo sobre el origen de las ideas (ambas entregadas a la imprenta en 1830) son una especie de resumen anticipado de toda su obra posterior. En ese mismo año es nombrado arcipreste de Rovereto aunque en 1835 debe abandonar la ciudad por presiones políticas. De ahí se dirigió a Stressa donde vivió hasta el momento de su muerte.
En 1848 estaba destinado como diplomático de la Santa Sede ante el gobierno austriaco. Al año siguiente, dos de sus obras Constitución según la justicia social y Las cinco llagas de la Santa Iglesia son puestas en el Índice de libros prohibidos. Rosmini aceptó estas determinaciones del Santo Oficio con virtud y obediencia filial.

## Pensamiento

### Filosofía
Rosmini desarrolló tesis filosóficas que buscaban contrastar la Ilustración y el Sensualismo mediante una propuesta metafísica. Así retoma no solo los temas más propios de la filosofía moderna sino también intenta aportar su propuesta de solución a partir de la misma problemática. Ataca duramente el empirismo pero también al escolasticismo formalista por su infecundidad. 
Esto lo hace proponiendo una intuición del concepto de ser que es como el centro de toda su filosofía y espiritualidad.

#### Conocimiento
La idea coesencial y coexistencial al pensamiento no parece que pueda ser otra que la idea del ser. El conocimiento es sencilla y primordialmente una intuición del ser ideal. Si se prescinde del ser ideal como objeto del pensamiento, no hay conocimiento posible ni se da, propiamente hablando, pensamiento. Este ser ideal que se descubre en el pensamiento, y que permite y exige que sea conocimiento, ha de ser, como es obvio, puramente indeterminado, dotado de la categoría de posibilidad, aunque radicalmente objetivo. Este ser ideal es más bien la idea del ser. En virtud de ella el hombre piensa y puede pensar.
¿Cómo le ha venido al pensamiento este ser ideal o idea del ser? ¿En qué se funda el filósofo para afirmar su inexorable presencia en el conocimiento? El hombre es un ser que puede conocer, ya que de hecho conoce. La facticidad del conocimiento es un fenómeno humano de la misma irreluctancia que los fenómenos fisiológicos; si alguno se empeña en querer probar el hecho del conocimiento, prescindiendo del hecho de conocer, su empeño le sitúa al margen del filosofar; sería un empeño de escepticismo dogmático. La idea del ser, o si se prefiere, el ser ideal, lo en sí y por sí en la mente humana, es la realidad formal que explica el hecho de que el hombre sea un ser de inteligencia, un ente que, entre otras actividades, realiza la función radical que se llama pensar. La idea del ser no se obtiene de ninguna determinación concreta, sensitiva o intelectual; no es una forma apriorística de la sensibilidad o de la mente para que las facultades actúen. Es, en la doctrina rosminiana, una intuición fundamental que permite que el ente vertical que llamamos hombre lo sea en verdad, al percatarse por connaturalidad irresistible que si conoce es por obra y virtud de una forma mental, objetiva, que le está presente como luz de transparencias en la que todo se conoce y sin la cual nada se conocería, y, lo que es más grave, el hombre no sería un ser de inteligencia. El ser ideal, como objeto del conocimiento humano, convierte en conocimientos posibles las actividades de la mente, cuando se dirige voluntariamente a las cosas o a otros objetos.
Esta forma ideal no es una forma categorial del entendimiento en función de la experiencia, sino que, además de forma de cualquier juicio, es ella verdaderamente objeto; mejor aún, es el ser en cuanto forma constitutiva de la inteligencia, por lo que conocer no es nunca crear pero es siempre una especie de revelación intelectual.

##### Conocimiento de Dios
El ser ideal que el hombre intuye, evidentemente no es Dios. Pero la evidencia con que advertimos que sin el ser ideal no entendemos, y que el ser ideal no es Dios, nos pone en trance de una mostración o demostración de la existencia de Dios y de su presencia y omnipresencia.
El ser ideal es el soporte para la inteligibilidad de los entes todos y es la forma intelectual, espiritual y vital para la afirmación del Ser real. El ser ideal no agota en sí mismo todas las formas del ser. Por lo pronto, no comprende en sí mismo la forma real del ser. No es que Dios sea la forma real del ser ideal, sino que el ser ideal es la forma ideal del Ser real. El ser ideal es, pues, una participación intelectual del Ser real en la criatura. Esta participación es la que hace que el hombre sea, por esencia inteligente; y que, en cuanto inteligente, participe, como puede participar una criatura, del Ser real. 
Sin duda, Rosmini va más lejos en este punto de donde han solido quedarse filósofos de la Escuela, aunque quizá no se haya salido del ámbito iluminado por Agustín. Algo de divino hay en el hombre, algo divino es el hombre, si la esencia del ser ideal, intuido en exigida correlación intelectual humana, es eterna y necesaria. Pero la esencia eterna y necesaria del ser ideal no es aprehendida, ni mucho menos comprehendida, en una eternidad y necesidad de Ser real imparticipable en su realidad, sino que es esa eternidad y necesidad la que nos exige la afirmación del Ser absoluto. Este Ser absoluto no es intuido en el ser ideal, sino exigido por él. Y afirmado, no sabemos de Él más que lo que nos permite alcanzar la intuición de un ser ideal distinto realmente del Ser real, aunque goce de perfecciones divinas recibidas de quien las posee en grado absoluto. La esencia del ser ideal goza de unas prerrogativas divinas, no de todas, y aun éstas son participadas, no absolutas; y con existencia formal, no real.

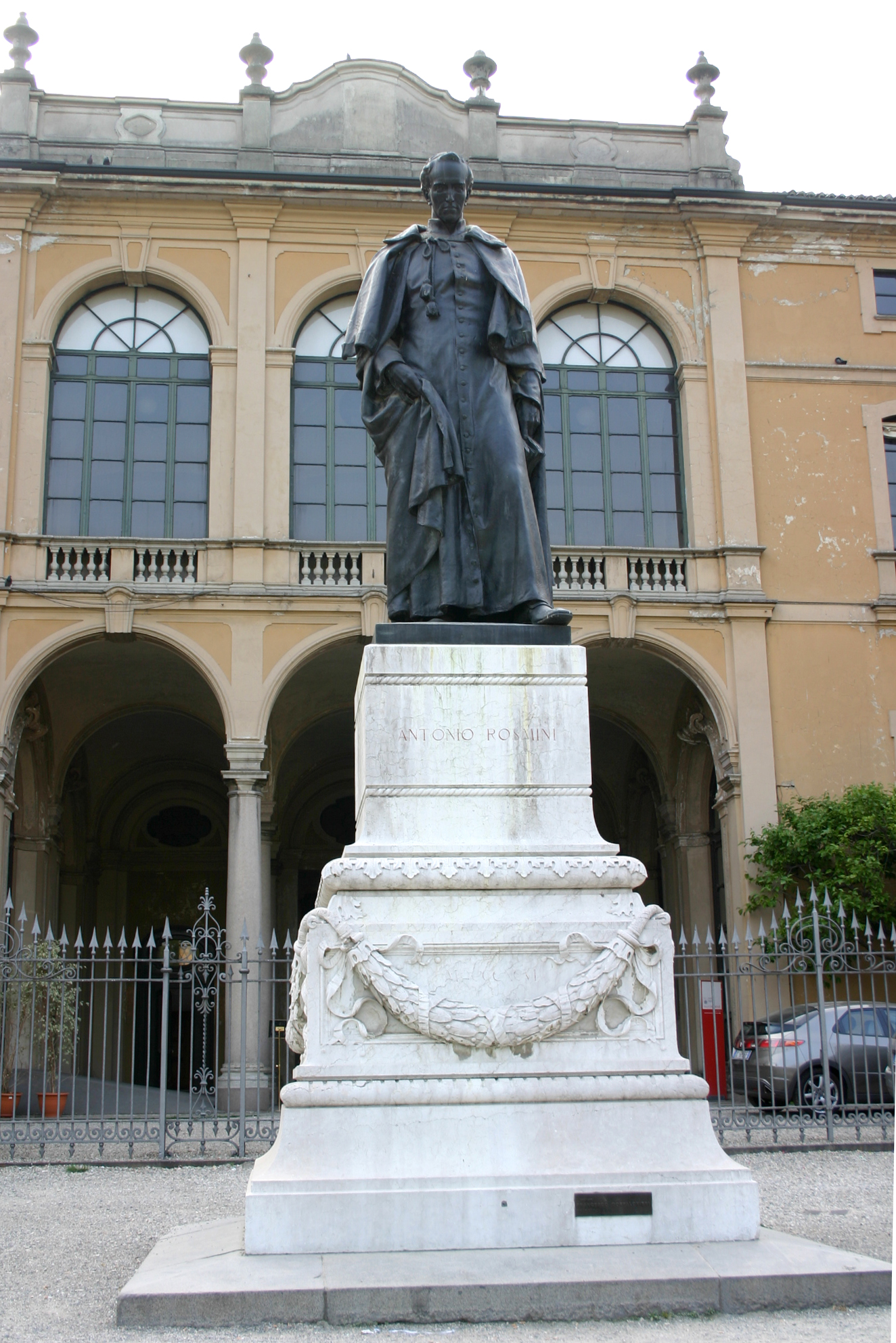
Monumento a Antonio Rosmini, en los jardines públicos de Porta Venecia en Milán.

##### Sentimiento fundamental
El hombre se mantiene espiritualmente en pie gracias a la elevación que en él ejerce la idea del ser. Esta idea del ser es el primer alimento, la esencia nuclear del primer pensamiento humano. Ahora bien, el hombre no es sólo pensamiento. Lo que consideramos cuerpo del hombre, lo que el hombre tiene por "su" cuerpo, es algo tan estrechamente vinculado a su sentimiento como hombre, que no exige reflexión para percibirlo. 
El cuerpo del hombre es un sentimiento fundamental que le resulta coesencial y coexistencial. El hombre no se siente su cuerpo porque es "suyo" de manera más entrañable a como puede decir suyas otras realidades. Sin su cuerpo el hombre no es. Y la sensación del cuerpo constituye una manera de ser del hombre: la de ser sensitivo. Por gracia y obra del sentimiento fundamental es por lo que el hombre puede realizar, y de hecho realiza, todas las demás acciones, operaciones, funciones o actividades que se conocen con el nombre de sensaciones. El sentimiento fundamental corpóreo es al cuerpo del hombre lo que la idea mental de ser es a su entendimiento. El hombre es él y se sabe hombre cuando, sintiéndose realidad corpórea, se intuye realidad intelectiva. No es un hombre el que siente y otro el que entiende, no es uno el que percibe y otro el que intuye, sino que es el mismo hombre el que se sabe idéntico a sí mismo al conocer, y se percibe idéntico a sí mismo al sentir.

#### Moral y el bien
En Rosmini, la moral, o mejor, el orden moral, la moralidad, se cumplen en la comunicación de la forma ideal y de la forma real. Algo así como el beso místico −la frase es de Rosmini− de las dos formas, con el que se enlazan y consuman. El hombre, pues, sin el orden moral, sin la moralidad, no es persona; o por lo menos no se comporta como tal. La forma moral es una comunicación exigida, pero no por ello identificable, por las otras dos formas. La razón es clara; si la forma moral se identificara con la forma ideal, todo conocimiento alcanzaría por sí mismo y en sí mismo categoría moral necesaria, y no cabría pensar que no lo fuera. En realidad, equivaldría a negar la necesidad y eficacia de la voluntad del querer, ya que en Rosmini el pensamiento, o el conocimiento, encuentra en la forma ideal su luz, su posibilidad y su alimento.
La verdad no se presenta en Rosmini como adiáfora. Siendo, como es, una forma del ser, en la verdad conocida muestra el ser sus raíces, su luz, su fuerza, su "amabilidad". El ser es siempre una maravillosa tentación para la voluntad. El peligro para el hombre radica en que se olvide del ser que, por lo demás, le está siempre presente en la verdad conocida, y se entretenga en sí mismo consigo mismo, personalizando al ser en la subjetividad individual de él mismo. El hombre tiende al bien; al bien objetivo, universal, incondicionado, ilimitado, absoluto; y siguiendo esa aspiración es como el hombre participa, en verdad, de la verdad conocida. El hombre, al seguir su tendencia moral, va como ensanchando su finitud hacia horizontes infinitos, desde los que es atraído como por un imán de amor. El hombre ama la verdad, porque es amado por la verdad, y, al perseverar en ese entendimiento de amor consentido, la existencia del hombre adquiere plenitud, y se personaliza precisamente porque el bien que ama no es un bien suyo, que resultaría un bien funeral, sino el bien "para él". El bien es un don que se impone suplicante a la voluntad del hombre por la gracia de su amabilidad intrínseca; sin que sea la voluntad humana la que opera la objetivación, sino que es el ser el que es en sí mismo amable, y el que exige a la voluntad con imperio categórico que se le ame, porque él es en sí mismo resplandor del Ser que es la verdad y es el amor. La inspiración o contaminación agustiniana resulta clara, como también el despegue aristotélico.

#### Política y derecho
Rosmini casi no ha dejado área real, cultural o humana sin tratar en su obra. Pero quizá sea el ámbito del derecho y de la política el estudiado con más detalle y penetración, fecundidad y modernidad. Asienta en la justicia jurídica, y no es redundancia, la peculiaridad del derecho. La realidad del derecho no es más ni menos que la aplicación de la idea de justicia en su acepción jurídica, pues en su acepción ética la justicia se identifica con la perfección moral, es decir, con la caridad. La justicia jurídica funda y fundamenta el derecho, es la esencia de las leyes y de la autoridad. Más aún, la autoridad se legitima en cuanto se constituye en ministro de la justicia, deslegitimándose si no la sirve. Como la justicia es una entidad ideal que comunica con la idea del ser, el derecho así fundamentado alcanza una dignidad moral, ya que se resuelve en la potestad de hacer lo que la moral señala y ordena. El derecho es una potestad moral −no un hecho o potestad material− que no puede resolverse jamás contra la moral, ni siquiera al margen de ella, como tampoco, por lo mismo, contra la justicia o con depreciación de la misma.
La justicia es el principio, la fuente y el mantenimiento del derecho y de la política, por lo que, en definitiva, el derecho fundado en la justicia es la única y verdadera utilidad lícita de los hombres en sociedad, a la vez que los afianza en la moral y en el deber. La constitución de nuevos derechos sólo puede fundamentarse en la adecuación con la ley moral, absoluta, obligatoria y universal, que encuentra su expansión concreta en quien es el derecho subsistente y la esencia del derecho, es decir, la persona humana. El derecho de propiedad, por citar el más típico de los derechos adquiridos, es connatural al hombre, porque es un fruto natural de la actividad personal en sus diversas manifestaciones peculiares, por lo que goza −como derecho− de los mismos caracteres que la persona: unidad, perpetuidad, exclusividad, ilimitación. Aunque estos caracteres han de ser entendidos en el ámbito y función social en que la persona humana vive. Y no podía ser de otra forma, si se advierte que todas las características de la persona humana las ha obtenido Rosmini en la idea del ser, principio primero fundante de la persona y ordenador de sus relaciones.
Rosmini dedicó un ensayo vigoroso al "comunismo y al socialismo" cuando estos movimientos sociales eran adivinación inmanente de utopistas sentimentales, antes de que Marx y Engels los motorizaran intelectual y políticamente. Lo que los comunistas pretenden teóricamente −dice Rosmini− hace 19 siglos que el cristianismo lo proclamó teórica y prácticamente. El cristianismo ha enseñado siempre que todas las instituciones sociales deben servir para mejorar la condición material de los hombres necesitados. Sólo que el cristianismo funda su doctrina y su proclamación no en el odio como remedio humano, sino en el amor como solución humana. Rosmini entiende que la libertad posible, y su uso, que es, en definitiva, el más preciado don de paz y progreso, sólo se alcanza regulándola con el orden más perfecto y seguro. El comunismo, por el contrario, estima que el bienestar se logra con la privación de la libertad personal y social. Cuando una doctrina entrega a las pasiones el cetro de la moral, si triunfan las pasiones, no sólo la moral ha desaparecido, sino que se destruye el hombre, absorbido por las pasiones triunfantes. El comunismo, viene a decir Rosmini, convierte en abuso sistemático lo que son, o pueden ser, abusos ocasionales.

## Los papas y Rosmini
León XIII, a través de un decreto del Santo Oficio del 14 de diciembre de 1887, condenó cuarenta proposiciones del conde Rosmini, extractadas de sus obras y censurándolas como "reprobadas y proscritas". Aunque fue después de muerto, él mismo antes de morir acató con mucha humildad y obediencia, treinta años antes, cualquier disposición contra sus obras.
Juan Pablo II rehabilitó la figura de Rosmini enumerándolo, en la encíclica Fides et Ratio, “entre los pensadores más recientes en los cuales se realiza un fecundo encuentro entre el saber filosófico y la palabra de Dios” y concediendo la introducción de la causa de beatificación en el año 1998.
El 26 de junio de 2006, el Papa Benedicto XVI autorizó la promulgación del decreto sobre las virtudes heroicas de Rosmini. La fecha de la beatificación fue fijada para el 18 de noviembre de 2007.

## Obras
Sus escritos filosóficos más conocidos son:
- Nuevo ensayo sobre el origen de las ideas 1830
- Principios de la ciencia moral 1831
- Filosofía de la moral 1837
- Antropología al servicio de la ciencia moral 1838
- Filosofía de la política 1839
- Filosofía del derecho 1841-1845
- Teodicea 1845.
- "Le cinque piaghe della santa chiesa" (puesta en el 'index' por el Vaticano en 1848)